# San Francisco Tlapancingo
San Francisco Tlapancingo es una localidad del estado mexicano de Oaxaca. Es cabecera del municipio de San Francisco Tlapancingo.

## Demografía
| Censo | Población |
| ----- | --------- |
| 1900  | 1096      |
| 1910  | 1104      |
| 1921  | 1076      |
| 1930  | 1182      |
| 1940  | 862       |
| 1950  | 697       |
| 1960  | 882       |
| 1970  | 886       |
| 1980  | 800       |
| 1990  | 733       |
| 1995  | 822       |
| 2000  | 818       |
| 2005  | 569       |
| 2010  | 709       |
| 2020  | 855       |